# 企鵝圖

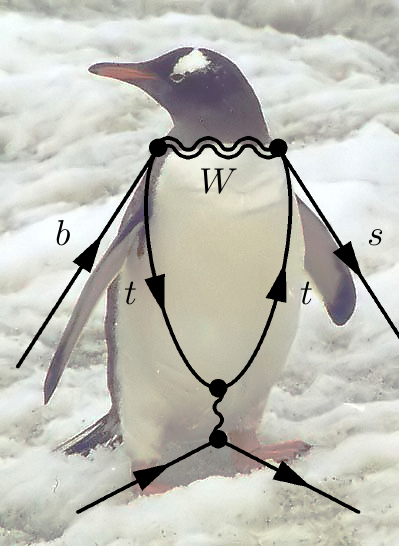
企鵝圖與巴布亞企鵝的對比

企鵝圖（Penguin diagram），又稱電弱企鵝圖（Electroweak penguin diagram），是量子場論中一類特殊的費曼圖，在理解標準模型中的CP破壞過程時扮演重要角色。這類圖描述了夸克在電弱交互作用下透過W或Z玻色子圈改變夸克味的一圈過程，之後改變味道的夸克會進行某種樹狀相互作用，通常是強相互作用。在某些情況下，比如CP破壞或希格斯機制中，若特定夸克味（如較重的夸克）的相互作用振幅遠大於其他夸克味，這類企鵝過程的振幅可能與直接樹狀過程相當，有時甚至更大。類似的圖形結構也可用於描述輕子的衰變過程。
企鵝圖最早由米哈伊爾·希夫曼、阿卡季·溫斯坦和瓦倫京·扎哈羅夫三位物理學家提出並研究。
CLEO實驗團隊於1991年和1994年首次直接觀測到這類過程。

## 命名由來
約翰·埃利斯在1977年關於底夸克的論文中首次使用「企鵝圖」這個名稱。這個有趣的命名源於圖形的外觀，以及埃利斯與梅麗莎·富蘭克林之間的酒吧賭約。埃利斯本人是這樣講述這段軼事的：

1976年，我和瑪麗·K·蓋拉德、季米特里·納諾普洛斯在研究CP破壞中的標準模型時，首次接觸到現在所謂的企鵝圖...至於「企鵝」這個名字，則是1977年的一段趣事：
1977年春天，我和邁克·查諾維茨、瑪麗·K一起寫了篇論文，在發現底夸克前預測了它的質量。當底夸克在幾週後被發現之後，我們幾個人——瑪麗·K、季米特里、塞爾日·魯達茲和我——馬上開始研究它的現象學特徵。那年夏天，現為哈佛大學實驗物理學家的梅麗莎·富蘭克林是在CERN的一名學生。一天晚上，我、她和塞爾日去了間酒吧，我和她開始玩飛鏢。我們打了個賭：如果我輸了，就得在下一篇論文裡用上「企鵝」這個詞。雖然她後來提前離開，換成塞爾日接著玩並贏了我，但我還是覺得該履行賭約。
一開始，我還想不出該怎麼把「企鵝」這詞塞進我們正在寫的底夸克論文裡。後來有天晚上，我在CERN工作結束後，在返回住處的路上順道去拜訪住在梅蘭的朋友們，並在那裡抽了些違禁品。回到住處繼續寫論文時，我突然靈光一現：這些圖形還真像隻企鵝。就這樣，我們把這個名字寫進了論文，這便成了物理學史上的一段軼事。